# Jacopo Dall'Oglio
Jacopo Dall'Oglio (Milazzo, 2 aprile 1992) è un calciatore italiano, centrocampista del Milazzo.

## Carriera

### Club
Cresciuto nella Reggina, con gli amaranto ha esordito tra i cadetti il 29 maggio 2011 nella partita Sassuolo-Reggina (3-2); ha inoltre giocato in Prima Divisione con Pavia e Barletta, in Lega Pro con la Reggina (15 partite nella stagione 2014-15 prima di esser messo fuori squadra per problemi con la tifoseria), in Serie B 37 partite sempre con la Reggina, poi è passato al Brescia ancora tra i cadetti.
Il 23 aprile 2016 segna il suo primo goal stagionale con la maglia delle rondinelle nella partita contro il Pescara, ma durante la stessa gara subisce la rottura del legamento crociato anteriore del ginocchio destro che lo costringerà a stare fuori diversi mesi, terminando così anzitempo la stagione. Il 1º maggio 2019, con la vittoria per 1-0 in casa contro l'Ascoli, conquista matematicamente la promozione in Serie A.
Il 24 luglio 2019 passa al Catania in Serie C, mentre il 13 agosto 2021, dopo tre anni con la squadra etnea, passa ai rivali del Palermo.
Il 27 luglio 2022 viene acquistato dall'Avellino. Il 18 settembre 2022, va a segno per la prima volta in maglia biancoverde, siglando il gol del momentaneo 1-0, in occasione del match contro il Messina, valido per la quarta giornata di campionato, conclusosi 2-1 a favore della squadra irpina. Il 31 agosto 2024 rescinde il proprio contratto con i lupi. Il 3 settembre successivo firma un contratto annuale con la Reggina in Serie D, tornando così a vestire l'amaranto dopo nove anni.

## Statistiche

### Presenze e reti nei club
Statistiche aggiornate al 30 giugno 2025.
| Stagione        | Squadra         | Campionato      | Campionato | Campionato | Coppe nazionali | Coppe nazionali | Coppe nazionali | Coppe continentali | Coppe continentali | Coppe continentali | Altre coppe | Altre coppe | Altre coppe | Totale | Totale |
| Stagione        | Squadra         | Comp            | Pres       | Reti       | Comp            | Pres            | Reti            | Comp               | Pres               | Reti               | Comp        | Pres        | Reti        | Pres   | Reti   |
| --------------- | --------------- | --------------- | ---------- | ---------- | --------------- | --------------- | --------------- | ------------------ | ------------------ | ------------------ | ----------- | ----------- | ----------- | ------ | ------ |
| 2010-2011       | Reggina         | B               | 1          | 0          | CI              | 0               | 0               | -                  | -                  | -                  | -           | -           | -           | 1      | 0      |
| 2011-2012       | Pavia           | 1D              | 11         | 0          | CI-LP           | 2               | 0               | -                  | -                  | -                  | -           | -           | -           | 13     | 0      |
| 2012-2013       | Barletta        | 1D              | 8+2        | 1          | CI+CI-LP        | 1+0             | 0               | -                  | -                  | -                  | -           | -           | -           | 11     | 1      |
| 2013-2014       | Reggina         | B               | 36         | 1          | CI              | 2               | 0               | -                  | -                  | -                  | -           | -           | -           | 38     | 1      |
| 2014-2015       | Reggina         | LP              | 15         | 1          | CI+CI-LP        | 1+0             | 0               | -                  | -                  | -                  | -           | -           | -           | 16     | 1      |
| 2015-2016       | Brescia         | B               | 23         | 1          | CI              | 2               | 0               | -                  | -                  | -                  | -           | -           | -           | 25     | 1      |
| 2016-2017       | Brescia         | B               | 12         | 1          | CI              | 0               | 0               | -                  | -                  | -                  | -           | -           | -           | 12     | 1      |
| 2017-2018       | Brescia         | B               | 12         | 0          | CI              | 0               | 0               | -                  | -                  | -                  | -           | -           | -           | 12     | 0      |
| 2018-2019       | Brescia         | B               | 17         | 1          | CI              | 1               | 0               | -                  | -                  | -                  | -           | -           | -           | 18     | 1      |
| Totale Brescia  | Totale Brescia  | Totale Brescia  | 64         | 3          |                 | 3               | 0               |                    | -                  | -                  |             | -           | -           | 67     | 3      |
| 2019-2020       | Catania         | C               | 17         | 1          | CI+CI-C         | 1+3             | 0               | -                  | -                  | -                  | -           | -           | -           | 21     | 1      |
| 2020-2021       | Catania         | C               | 25+1       | 5          | CI              | 0               | 0               | -                  | -                  | -                  | -           | -           | -           | 26     | 5      |
| Totale Catania  | Totale Catania  | Totale Catania  | 43         | 6          |                 | 4               | 0               |                    | -                  | -                  |             | -           | -           | 47     | 6      |
| 2021-2022       | Palermo         | C               | 29+5       | 0          | CI-C            | 3               | 0               | -                  | -                  | -                  | -           | -           | -           | 37     | 0      |
| 2022-2023       | Avellino        | C               | 14         | 2          | CI-C            | 1               | 0               | -                  | -                  | -                  | -           | -           | -           | 15     | 2      |
| 2023-2024       | Avellino        | C               | 19+3       | 1          | CI-C            | 3               | 0               | -                  | -                  | -                  | -           | -           | -           | 25     | 1      |
| Totale Avellino | Totale Avellino | Totale Avellino | 33+3       | 3          |                 | 4               | 0               |                    | -                  | -                  |             | -           | -           | 40     | 3      |
| 2024-2025       | Reggina         | D               | 14         | 1          | CI-D            | 1               | 0               | -                  | -                  | -                  | -           | -           | -           | 15     | 1      |
| Totale Reggina  | Totale Reggina  | Totale Reggina  | 66         | 3          |                 | 4               | 0               |                    | -                  | -                  |             | -           | -           | 70     | 3      |
| Totale carriera | Totale carriera | Totale carriera | 264        | 16         |                 | 21              | 0               |                    | -                  | -                  |             | -           | -           | 285    | 16     |

## Palmarès

### Club

#### Competizioni nazionali
- Campionato italiano di Serie B: 1

Brescia: 2018-2019